# Jonathan Perry
Jonathan Perry (Hamilton, 22 de novembro de 1976) é um ex-futebolista profissional neo-zelandês que atuava como defensor.

## Carreira
Jonathan Perry se profissionalizou no Hamilton Wanderers.

## Seleção
Jonathan Perry integrou a Seleção Neozelandesa de Futebol na Copa das Confederações de 1999.

## Títulos
Nova Zelândia
- Copa das Nações da OFC: 1998 e 2002